# Þórishorn
Þórishorn är en bergstopp i republiken Island. Den ligger i regionen Västfjordarna, 260 km norr om huvudstaden Reykjavík. Toppen på Þórishorn är 425 meter över havet.
Trakten runt Þórishorn är nära nog obefolkad, med mindre än två invånare per kvadratkilometer. Det finns inga samhällen i närheten. Trakten runt Þórishorn är permanent täckt av is och snö.